# Triteleia infusa
Triteleia infusa är en stekelart som först beskrevs av Alan Parkhurst Dodd 1933.  Triteleia infusa ingår i släktet Triteleia och familjen Scelionidae. Inga underarter finns listade i Catalogue of Life.